# Александровка (Маслянинский район)
Александровка — деревня (село) в Маслянинском районе Новосибирской области. Входит в состав Бажинского сельсовета.

## География
Площадь деревни — 66 гектаров.

## Население
| 2002 | 2007 | 2010 |
| ---- | ---- | ---- |
| 455  | ↘445 | ↘381 |

## Инфраструктура
В деревне по данным на 2007 год функционируют 1 учреждение здравоохранения и 1 учреждение образования.